# Atendimento pré-hospitalar
Atendimento pré hospitalar (APH) ou socorro pré-hospitalar é o atendimento emergencial em ambiente extra-hospitalar (fora do hospital). É um dos elos da cadeia de atendimento a vítimas, sendo também conhecida como primeiro socorro ou resgate.

## A quem se destina
O Atendimento pré hospitalar é todo processo feito por um socorrista, medico e enfermeiro fora do ambiente hospitalar, destinado às vítimas de trauma (acidentes de trânsito, acidentes industriais, acidentes aéreos etc), violência urbana (baleado, esfaqueado etc), mal súbito (emergências cardiológicas, neurológicas etc) e distúrbios psiquiátricos visando a sua estabilização clínica e remoção para uma unidade hospitalar adequada.

## Por quem é realizado

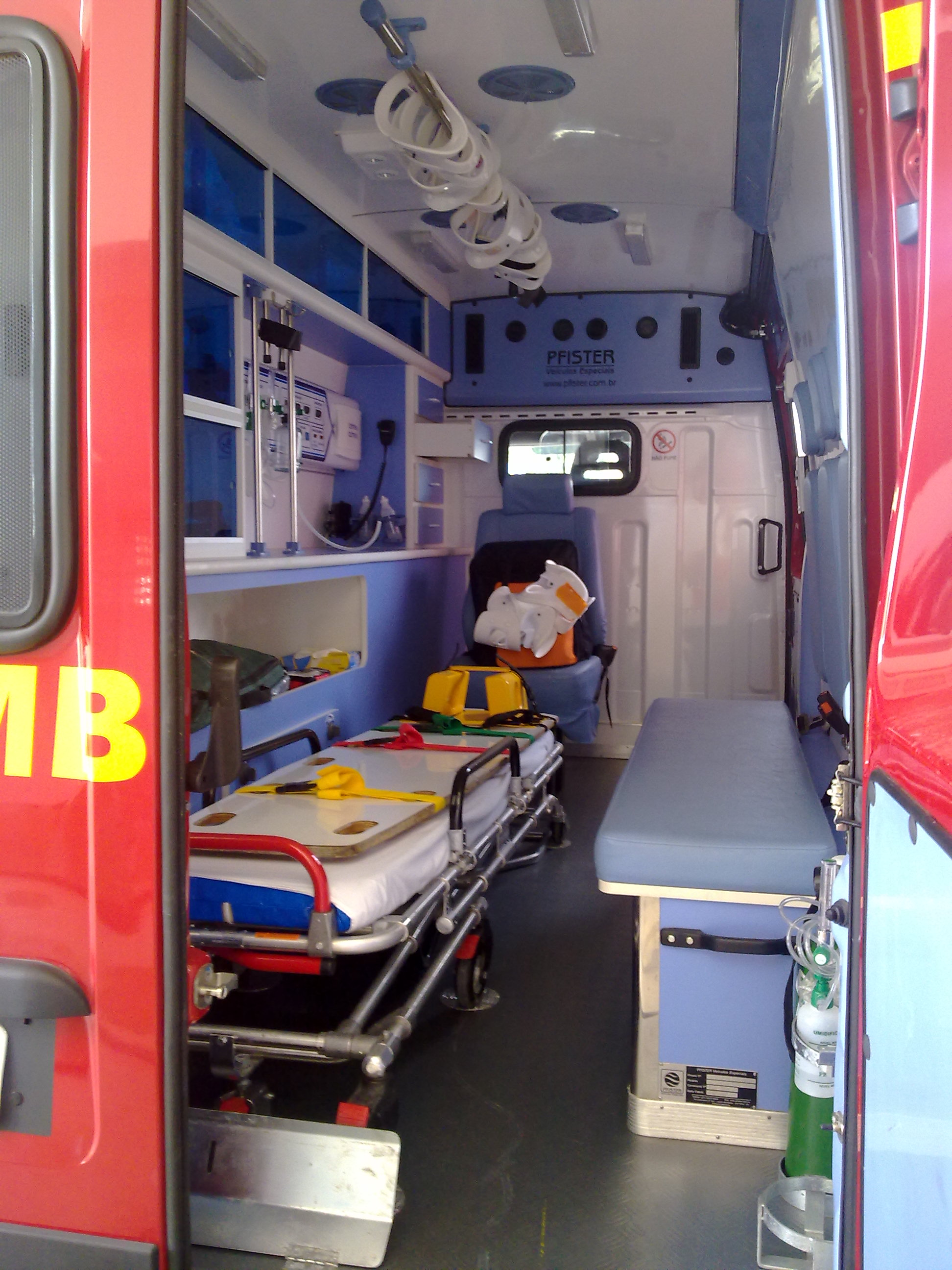
Interior da viatura de atendimento pré hospitalar do Corpo de Bombeiros Militar do Estado do Espírito Santo.

O APH é realizado por profissionais especialmente treinados, (socorristas, técnicos de enfermagem, enfermeiros e médicos), no Brasil estes serviços de APH são na maioria realizados pelos Corpos de Bombeiros Militares dos estados, SAMU (Serviço de Atendimento Móvel de Urgência) Equipes de empresas particulares de emergência, equipes altamente treinadas prontas a darem o suporte básico de vida aos traumatizados. Estes são subdivididos em Equipe de Salvamento, Equipe de Suporte Básico à Vida (SBV) e Equipe de suporte avançado à vida (SAV).

## Objectivos
As manobras de salvamento são realizadas visando retirar a(s) vítima(s) de uma situação hostil (incêndio, preso em ferragens, ambiente confinado, altura, aquático etc) realizando a remoção da mesma para uma área adequada possibilitando o atendimento de SBV, isto é, sem manobras médicas invasivas e/ou SAV (com manobras médicas invasivas). 
No Brasil as Manobras de SAV somente podem ser realizadas por médicos.

## Protocolos do APH
No Mundo existem diversos protocolos e modelos  de atendimento pré hospitalar, destacando o Protocolo Norte-Americano e o Protocolo Francês, no primeiro aplica-se o conceito de chegar à vítima no menor tempo possível, realizar manobras essenciais para estabilizá-la e removê-la o mais rápido possível a um hospital adequado (princípio conhecido como hora de ouro), se possível realizando registro do ocorrido seja impresso ou vídeo.
No protocolo Francês adota-se o princípio de ofertar o atendimento médico no local até a estabilização da vítima (princípio conhecido como stay and play).
Já no Brasil, foi adotado um sistema misto, onde se estabeleceram unidades de suporte básico, que são tripuladas por pessoal não médico, treinado em Atendimento Pré Hospitalar e Unidades de Suporte Avançado, nas quais se encontra presente o médico.